# 이정현 (1980년)
이정현(1980년 2월 7일 ~ )은 대한민국의 가수 겸 배우이다.

## 학력
- 서울개봉초등학교 (졸업)
- 개봉중학교 (졸업)
- 명덕여자고등학교 → 성지고등학교 (졸업)
- 중앙대학교 예술대학 영화학과 (학사)
- 중앙대학교 대학원 영상학과 (석사/재학)

## 개요
연기자로는 1996년 영화 《꽃잎》에 캐스팅되어 영화계에 데뷔했고, 곧바로 MBC 드라마에 출연하며 브라운관에도 이름을 알렸다. 1999년 1집 음반 《Let's Go to My Star》를 발표하며 가요계에도 뛰어들었고, 그 해 신인 가수상을 휩쓸었다. 1집 수록곡 <와>, <바꿔>가 센세이션을 일으키며 대한민국 테크노 열풍의 주역이 되었고, 이후에도 <너>, <줄래>, <미쳐>, <반>, <아리아리>, <달아달아>, <Summer Dance> 등 많은 곡을 히트시키며 미국의 레이디 가가보다도 10년 가까이 앞서 독창적이고 화려한 무대 퍼포먼스를 선보인 예술가라는 평을 받기도 하는 등 대한민국 가요 역사에 한 획을 그었다. 연기자로서도 청룡영화상 신인상과 주연상을 모두 수상한 몇 안되는 배우 중 하나로, 대한민국의 대표적인 '멀티 엔터테이너'로 꼽힌다.

## 생애
이정현은 1980년 2월 7일 5녀 중 막내로 태어났다. 어릴적부터 서태지와 아이들의 음악을 들으며 가수의 꿈을 키우기 시작하였다. 그러다가 고등학교 재학 중에 선생님의 소개로 오디션을 보았고 3000:1의 경쟁 끝에 5.18 광주 민주화 운동을 다룬 장선우 감독의 영화 《꽃잎》의 여주인공으로 캐스팅되었으며, 이 영화로 청룡영화상, 대종상 등 각종 영화상의 신인상을 휩쓸며 영화계의 기대주로 떠올랐다.
1999년 음반 제작자 신철의 제안으로 출연한 댄스그룹 구피의 <게임의 법칙> 뮤직비디오가 크게 화제가 되며 가수 데뷔에 급물살을 타게 된다. 1999년 8월 24일 발표된 조PD의 2집 《In Stardom Version 2.0》의 타이틀곡인 <Fever>에 피처링으로 참여했고, 같은 해 10월 9일 우주를 컨셉으로 한 데뷔 음반 《Let's Go to My Star》를 발표하였다. 1집 수록곡 <바꿔>와 <와>가 큰 인기를 얻음과 함께 이정현은 대한민국 테크노 음악의 아이콘으로 자리매김하며 "테크노 여전사"로 불리기 시작한다. 데뷔 전 소속사는 이정현을 엄정화의 <몰라>나 채정안의 <무정> 등이 선보인 바 있는 사이버 컨셉으로 데뷔시키려 했지만, 이정현은 본인의 고집으로 부채, 비녀 등을 이용한 동양적인 컨셉으로 등장했고 이것이 히트했다. 뿐만 아니라 <와>에서 사용했던 새끼손가락 마이크 역시 크게 유행했다. 당시 음악프로그램 1위는 물론, 음반 역시 60만장 가까이 팔아치우면서 1999년 대부분의 가요 시상식 신인상을 거머쥐는 등 센세이션을 일으켰다.
2000년 6월에는 두번째 정규 음반 《이정현 2집》을 발표했다. 이 음반에는 양현석, 이현도, 윤일상, 피터 라펠슨, 닥터코어911, 조성진 등 유명한 프로듀서 및 아티스트들이 대거 참여하였다. 고대 이집트를 컨셉으로 한 타이틀곡 <너>는 가요차트 1위에 오르며 히트했다. 이정현은 평소 마론인형 수집을 좋아했는데, 이를 계기로 2집 후속곡 <줄래>는 마론인형 컨셉으로 활동하며 인기를 얻었다. 2000년 7월 22일에는 공포영화 《하피》의 주연을 맡아 출연했고, 2집의 수록곡 <따>가 주제가로 쓰였다. 2001년 3월부터는 SBS 드라마 《아름다운 날들》에 출연했다. 2001년 10월에는 세번째 정규 음반 《Magic to Go to My Star》를 발표했는데, 타이틀곡인 <미쳐>는 마술사 컨셉으로 활동하였고 후속곡 <반>은 클럽에서 인기를 끌며 이후로도 꾸준히 사랑받는 노래가 되었다. 2002년 11월 5일에는 네번째 정규 음반 《I Love Natural》를 발표, 야생녀를 컨셉으로 한 타이틀곡 <아리아리>와 탈춤을 컨셉으로 한 후속곡 <달아달아>로 활동하였고, 2003년 7월 스페셜 앨범 《Summer Party》를 발표, 타이틀곡 <Summer Dance>로 활동하였다. 이후 국내에서의 인기가 서서히 하락세를 탐에 따라 중국, 일본 등에서의 활동에 보다 주력했고 특히 중국에서는 수년간 한류스타로서 상당한 인기를 끌었다. 2013년에 싱글을 낸 이후에는 연기에만 전념하고 있다.
2011년 박찬욱 감독의 단편영화 《파란만장》 출연을 시작으로 본격적인 국내 연기 활동을 재개, 이후 《범죄소년》, 《명량》, 《떴다! 패밀리》, 《성실한 나라의 앨리스》, 《스플릿》, 《군함도》 반도 등에 출연하며 활발한 연기활동을 이어가고 있다. 특히 2015년 개봉작 《성실한 나라의 앨리스》로 청룡영화상 여우주연상을 수상하며 연기력을 다시금 입증했다.
2019년 4월 7일에 모 대학병원 정형외과 전문의(1983년생)와 결혼식을 올렸다. 2020년에 장녀를 출산했고, 2024년에 차녀를 출산했다.

## 연기 활동

### 영화
- 1996년 《꽃잎》  소녀 역
- 1997년 《마리아와 여인숙》 18세 마리아 역 (특별출연)
- 1999년 《침향》 임선희 역
- 2000년 《하피》 송수연 역
- 2011년 《파란만장》 여자(무녀) 역
- 2012년 《범죄소년》 장효승 역
- 2014년 《명량》 정씨 여인 역 (첫 천만영화)
- 2015년 《성실한 나라의 앨리스》 정수남 역
- 2016년 《스플릿》 주희진 역
- 2017년 《군함도》 오말년 역
- 2017년 《여배우는 오늘도》 본인 역 (카메오)
- 2019년 《두번할까요》 박선영 역
- 2020년 《반도》 민정 역
- 2020년 《죽지않는 인간들의 밤》 소희 역
- 2022년 《리미트》 윤소은
- 2022년 《헤어질 결심》 정안 역

### 드라마

#### 한국
- 1996년 MBC 《가슴을 열어라》 ... 유서영 역
- 1996년 MBC 《일곱개의 숟가락》 ... 조정혜 역
- 1998년 KBS2 《야망의 전설》 ... 이정희 역
- 1998년 SBS 《어느날 갑자기》 ... 은미 역
- 2001년 SBS 《아름다운 날들》 ... 김세나 역
- 2008년 KBS2 《대왕 세종》 ... 이선 (신빈 김씨) 역
- 2015년 SBS 《떴다! 패밀리》 ... 나준희 (수잔 존스) 역
- 2024년 Netflix 《기생수: 더 그레이》 ... 최준경 역

#### 일본
- 2006년 TBS 《윤무곡》 최윤희 역

#### 중국
- 2003년 베이징 텔레비전 품질극장《미려심령》- 쳉후이 역
- 2010년 CCTV-8 황금강당극장《공자》 - 난쯔 역

## 가수 활동 및 음반 목록

### 한국
정규
- Let's Go to My Star (1999 10월 20일)
- Lee Jung Hyun II (2000 6월 14일)
- Magic to Go to My Star (2001 10월 24일)
- I Love Natural (2002 11월 4일)
- Passion (2004)
- Fantastic Girl (2006)
- Lee Jung Hyun 007th (2010)

비정규
- Summer Party! (2003 7월 10일) - 스페셜 앨범
- Avaholic (2009) - 미니 앨범
- V (2013) - 싱글

참여
- 영화 꽃잎 OST - 이정현이 부르는 꽃잎 (1996)
- NOW & NEW (한국연예제작자협회) - 하나되어 (1999)
- 조PD 2집 In Stardom Version 2.0 - Fever (1999)
- 영화 하피 OST - 따 (2000)
- SBS 드라마 아름다운 날들 OST - Heaven, 꿈 (2001)
- 통일염원 사랑 (한국연예제작자협회) - 그날이 오면 (2005)
- 베이징올림픽 주제가 - 그대를 사랑하는 마음 (2008)
- MBC 무한도전 올림픽대로 듀엣가요제 - 세뇨리따 (2009)
- KBS 2TV 드라마 아이리스 OST - 어떻게 눈물 참는지 (2009)

### 일본
- Heaven / ワ -Come On- (2004) - 싱글
- Wa -Come On- (2005) - 미니 앨범
- Passion -情熱- / Heavy World (2005) - 싱글
- This is Hyony (2006) - 베스트 앨범

### 중국
정규
- Love Me - 千面女孩 (2008)

비정규
- Remix Album (2001)

## TV 프로그램

### 예능
- 1996년 MBC 《김동건의 텔레비안 나이트》
- 1996년 SBS 《기쁜 우리 토요일》
- 1996년 KBS 《슈퍼선데이》 ... 이민우, 이정현의 공포명작극장
- 1999년 SBS 《좋은 친구들》
- 1999년 MBC 《박상원의 아름다운 TV 얼굴》
- 1999년 MBC 《테마게임》
- 1999년 MBC 《생방송 화제집중》
- 2000년 KBS 《서세원쇼》
- 2000년 MBC 《박상원의 아름다운 TV 얼굴》
- 2000년 MBC 《밀레니엄 5대 스타쇼》
- 2000년 MBC 《설날특집 2000 천하장사 팔씨름 대회》
- 2000년 MBC 《설날특집 10대가수극장》
- 2000년 MBC 《일밤》 ... 가무만사성 특집
- 2000년 SBS 《이홍렬쇼》
- 2000년 MBC 《와! e 멋진세상》
- 2000년 MBC 《21세기 위원회》
- 2000년 MBC 《목표달성! 토요일》
- 2000년 MBC 《디바 빅5 스페셜》
- 2000년 KBS 《인간극장》
- 2001년 MBC 《박상원의 아름다운 TV 얼굴》
- 2001년 Mnet 《Hotline School》
- 2001년 MBC 《일밤》 ... 게릴라 콘서트
- 2002년 KBS 《체험 삶의 현장》
- 2002년 Mnet 《스타 VJ쇼》
- 2002년 SBS 《좋은 아침》
- 2002년 KMTV 《더팬》
- 2002년 MBC 《토크쇼 임성훈과 함께》
- 2002년 Mnet 《What's Up Yo!》
- 2002년 KBS 《사랑의 리퀘스트》
- 2002년 Mnet 《비키의 막강생방》
- 2002년 KBS 《야!한밤에》
- 2002년 KBS 《폭소클럽》
- 2002년 Mnet 《스타앨범》
- 2002년 MBC 《강호동의 천생연분》
- 2003년 SBS 《좋은 아침》
- 2003년 KBS 《야!한밤에》
- 2003년 KMTV 《스타셀프 카메라》
- 2003년 Mnet 《스타 VJ쇼》
- 2003년 SBS 《결정! 맛대맛》
- 2003년 KBS 《쇼! 행운의 신용카드》
- 2003년 MBC 《강호동의 천생연분》
- 2003년 MBC 《전파견문록》
- 2003년 MBC 《일밤》 ... 브레인 서바이버
- 2003년 KBS 《뮤직쇼 HI 5!》
- 2003년 Mnet 《What's Up Yo!》
- 2004년 ETN 《행운대작전》
- 2004년 SBS 《솔로몬의 선택》
- 2004년 아리랑 TV 《Showbiz Extra》
- 2006년 tvN 《옥주현의 Like A Virgin》
- 2006년 KBS 《가치대발견 보물찾기》
- 2006년 tvN 《신동엽의 감각제국》
- 2006년 MBC 《유재석 김원희의 놀러와》
- 2006년 MBC 《황금어장》
- 2006년 SBS 《야심만만 만명에게 물었습니다》
- 2006년 MBC 《행복주식회사》
- 2006년 KBS 《스펀지》
- 2006년 SBS 《X맨》
- 2006년 MBC 《행복주식회사》
- 2006년 MBC 《에너지》
- 2007년 KBS2 《해피투게더》
- 2007년 MBC 《일밤》 ... 경제야 놀자
- 2008년 KBS2 《불후의 명곡》
- 2008년 MBC 《네버엔딩 스토리》
- 2009년 KBS 《신동엽, 신봉선의 샴페인》
- 2009년 MBC 《일밤》 ... 몸몸몸
- 2009년 KBS2 《해피투게더》
- 2009년 SBS 《야심만만 2》
- 2009년 KBS 《스타골든벨》
- 2009년 SBS 《대결 스타셰프》
- 2009년 SBS 《퀴즈! 육감대결》
- 2009년 KBS 《미녀들의 수다》
- 2009년 Mnet 《마담B의 살롱》
- 2009년 MBC 《무한도전》 ... 올림픽대로 듀엣가요제 특집
- 2009년 MBC 《세바퀴》
- 2011년 KBS 《여유만만》
- 2011년 MBC 《유재석 김원희의 놀러와》
- 2012년 SBS 《강심장》
- 2012년 SBS 《고쇼》
- 2013년 SBS 《화신 - 마음을 지배하는 자》
- 2013년 MBC Music 《손담비의 뷰티풀 데이즈 2》
- 2014년 MBC 《무한도전》 ... 토요일 토요일은 가수다 특집
- 2015년 KBS2 《1박 2일》 ... 여자사람친구 특집
- 2016년 온스타일 《겟잇뷰티》
- 2019년 KBS2 《신상출시 편스토랑》
- 2020년 SBS 《집사부일체》
- 2023년 KBS2 《신상출시 편스토랑》
- 2025년 KBS1 《한국인의 밥상》

### 음악
- 2000년 KBS 《이소라의 프로포즈》
- 2003년 KBS 《열린음악회》
- 2009년 Mnet 《소년소녀 가요백서》
- 2009년 SBS 《김정은의 초콜릿》 ... 박한별과 공동 출연
- 2009년 KBS 《유희열의 스케치북》

### 기타
- 2000년 KBS 《인간극장》
- 2023년 MBC 《다큐플렉스 광복절 특집 다큐 - 비밀의 섬, 지심도》 ... 내레이션

## 그 외의 출연 목록

### 뮤직 비디오
- 1998년 조트리오 - 눈물 내리는 날
- 1999년 구피 - 게임의 법칙

### 라디오 프로그램
- 2000년 MBC 《이정현의 클릭! 1020》

### 나레이션
- 2019 이순신, 진해바다와 함께 영원함을 꿈꾸다
- 2021 KB국민은행 '대한이 살았다' 캠페인 - 백발의 독립투사 왈우 강우규
- 2025 MBC 네트워크특선 '밥맛'

## 홍보대사
- 2000년 제1회 전주국제영화제 홍보대사
- 2001년 <해리포터와 마법사의 돌> 홍보대사
- 2003년 평화를 만드는 여성회 홍보대사
- 2004년 대한적십자사 홍보대사
- 2004년 정보통신부 사랑의 PC나누기 홍보대사
- 2006년 세계인형대축제 홍보대사
- 2007년 유네스코 평화 홍보대사
- 2012년 한중도시문화콘퍼런스 홍보대사
- 2013년 K-스타지움 한중 우호의 집 홍보대사
- 2013년 K-친구 프로젝트 홍보대사
- 2013년 하이서울브랜드 홍보대사
- 2017년 '무협찬 무단체 노개런티' 제19대 대선 투표 독려 캠페인 '장미프로젝트'
- 2022년 아동권리보장원 실종아동 예방 홍보대사
- 2023년 연세와병원 홍보대사
- 2023년 인천광역시 홍보대사
- 2023년 스페셜올림픽코리아 홍보대사
- 2024년 풀무원샘물 풀무원투오(Pulmuone toO) 브랜드 앰버서더
- 2025년 제26회 전주국제영화제 J 스페셜: 올해의 프로그래머
- 2025년 인천광역시 자원봉사 홍보대사

## 광고
- 1996년 코카콜라 하이씨
- 1999년 매일유업 카페라떼
- 1999년 스포츠서울
- 1999년 ~ 2000년 KT n016
- 1999년 롯데제과 아이쫀
- 2000년 LG패션 티피코시
- 2000년 한미약품 위퍼 스내플
- 2000년 아모레퍼시픽 비타민 헤어팩 샴푸, 린스
- 2002년 에이블씨엔씨 미샤
- 2002년 인터워크코리아 유누꼬 속눈썹
- 2002년 쇼핑몰 파비뉴21
- 2003년 중국 미라클이동통신-세원텔레콤 핸드폰
- 2004년 LG유플러스 뮤직온
- 2005년 티브로드 큐릭스-빅박스
- 2007년 교촌에프앤비주식회사 교촌치킨
- 2009년 중국 중한전자 냉장고, 세탁기, TV
- 2009년 중국 HUIFANG LE'BRAL 화장품
- 2010년 중국 현대모바일 Like Phone
- 2015년 ~ 2017년 CJ 제일제당 이너비(INNER B)
- 2016년 조성아22 바운스업 팩트 울트라
- 2018년 라플로코스메틱스 벨라도르 300샷 울트라 V 마스크
- 2020년 ~ 2022년 바디프랜드 W냉온정수기 브레인
- 2021년 바디프랜드 팬텀 메디컬 케어(Phantom Medical care)
- 2024년 풀무원-풀무원샘물 풀무원투오(Pulmuone toO)
- 2025년 제놀루션-비앙블바이오텍 앙블쁘리띠
- 2025년 한국GSK 수막구균 B군 백신 백세로

## 심사위원
- 2011년 MBC 스타오디션 - 위대한 탄생1 중국편
- 2014년 제8회 대단한 단편영화제
- 2015년 제19회 부천국제판타스틱영화제
- 2024년 제2회 중앙파란연기콘테스트

## 사회
- 2014년 제19회 부산국제영화제 폐막식
- 2015년 제16회 올해의 여성영화인상
- 2015년 제2회 한국영화제작가협회상
- 2021년 제1회 힌츠페터국제보도상

## 수상 및 후보

### 연기상
| 연도   | 작품                 | 시상식                                  | 부문                             | 결과 |
| ------ | -------------------- | --------------------------------------- | -------------------------------- | ---- |
| 1996년 | 꽃잎                 | 제34회 대종상                           | 신인여우상                       | 수상 |
| 1996년 | 꽃잎                 | 제34회 대종상                           | 여우주연상                       | 후보 |
| 1996년 | 꽃잎                 | 제16회 한국영화평론가협회상             | 신인여우상                       | 수상 |
| 1996년 | 꽃잎                 | 제17회 청룡영화상                       | 신인여우상                       | 수상 |
| 1997년 | 꽃잎                 | 제2회 씨네21 영화상                     | 신인배우상                       | 수상 |
| 2013년 | 범죄소년             | 제49회 백상예술대상                     | 영화부문 여자 최우수연기상       | 후보 |
| 2013년 | 범죄소년             | 제56회 아시아태평양영화제               | 여우주연상                       | 후보 |
| 2014년 | 명량                 | 제23회 부일영화상                       | 여우조연상                       | 후보 |
| 2015년 | 명량                 | 제51회 백상예술대상                     | 영화부문 여자 조연상             | 후보 |
| 2015년 | 떴다! 패밀리         | SBS 연기대상                            | 중편드라마부문 여자 최우수연기상 | 후보 |
| 2015년 | 성실한 나라의 앨리스 | 한국영화아카데미 올해의 배우상          | 경국지색상                       | 수상 |
| 2015년 | 성실한 나라의 앨리스 | 제36회 청룡영화상                       | 여우주연상                       | 수상 |
| 2016년 | 성실한 나라의 앨리스 | 제11회 맥스무비 최고의 영화상           | 최고의 여자배우상                | 후보 |
| 2016년 | 성실한 나라의 앨리스 | 제21회 춘사영화상                       | 여우주연상                       | 후보 |
| 2016년 | 성실한 나라의 앨리스 | 제3회 들꽃영화상                        | 여우주연상                       | 수상 |
| 2016년 | 성실한 나라의 앨리스 | 제52회 백상예술대상                     | 영화부문 여자 최우수연기상       | 후보 |
| 2016년 | 성실한 나라의 앨리스 | 제25회 부일영화상                       | 여우주연상                       | 후보 |
| 2016년 | 성실한 나라의 앨리스 | 한국영화아카데미 十歲傳(십세전)         | 특별공로상                       | 수상 |
| 2017년 | 군함도               | 제1회 더 서울어워즈                     | 영화부문 여우조연상              | 수상 |
| 2017년 | 군함도               | 제38회 청룡영화상                       | 여우조연상                       | 후보 |
| 2017년 | 군함도               | 제25회 대한민국문화연예대상             | 영화부문 여자 최우수연기상       | 수상 |
| 2017년 | 군함도               | 제6회 한국영화배우협회 스타의 밤 시상식 | 대한민국 톱스타상                | 수상 |
| 2018년 | 군함도               | 제23회 춘사영화제                       | 여우조연상                       | 후보 |
| 2020년 | 반도                 | 제15회 대한민국 대학영화제              | 여자연기상                       | 수상 |
| 2022년 | 헤어질 결심          | 제43회 청룡영화상                       | 여우조연상                       | 후보 |
| 2023년 | 신상출시 편스토랑    | KBS 연예대상                            | 리얼리티부문 우수상              | 후보 |

### 가요상
| 연도   | 수상내역 |
| ------ | --- |
| 1999년 | - MBC 10대가수가요제 30세 미만의 국민이 뽑은 10대 가수상 - MBC 10대가수가요제 신인가수상 - KMTV 가요대전 신인가수상 - Mnet 뮤직비디오 페스티발 댄스가수상 - Mnet 뮤직비디오 페스티발 신인가수상 - SBS 가요대전 신인가수상 - 제14회 한국영상음반대상 골든디스크 신인가수상 - 제10회 서울가요대상 신인상 |
| 2000년 | - KBS 가요대상 본상 - SBS 가요대전 본상 - KMTV 가요대전 본상 - 제15회 한국영상음반대상 골든디스크 본상 - 제11회 서울가요대상 본상 |
| 2001년 | - KBS 가요대상 본상 - SBS 가요대전 본상 - KMTV 가요대전 본상 - 제12회 서울가요대상 본상 |
| 2002년 | - 제17회 한국영상음반대상 골든디스크 인기상 - SBS 가요대전 본상 - KBS 가요대상 본상 - KMTV Korean Music Awards 올해의 가수상 - 제9회 대한민국 연예예술상 신세대 가요 가수상 |
| 2003년 | - KBS 가요대상 본상 |
| 2004년 | - 일본 NHK 홍백가합전 본상 |
| 2006년 | - 중국 QQ 성광대전 시상식 최고 인기 여자가수상 - 중국 TOM 영요 시상식 최고 인기 여자가수상 |
| 2007년 | - 중국 CCTV 동남경박 시상식 최고 인기 여자가수상 |
| 2012년 | - 제7회 중국 화정상 아시아 최고 인기대상 |

#### 가요 프로그램 1위
| 연도            | 순위 내역 (총 10회) |
| --------------- | --- |
| 1999년 (총 5회) | - 와 (총 5회) - 11월 16일 KBS 《뮤직뱅크》 1위 - 11월 23일 KBS 《뮤직뱅크》 1위 - 11월 28일 SBS 《인기가요》 1위 - 11월 30일 KBS 《뮤직뱅크》 1위 (3주 연속) - 12월 5일 SBS 《인기가요》 1위 (2주 연속) |
| 2000년 (총 5회) | - 바꿔 (총 2회) - 1월 16일 SBS 《인기가요》 1위 - 1월 25일 KBS 《뮤직뱅크》 1위 - 너 (총 3회) - 8월 6일 SBS 《인기가요》 1위 - 8월 13일 SBS 《인기가요》 1위 (2주 연속) - 8월 15일 KBS 《뮤직뱅크》 1위 |

### 기타 수상
| 연도   | 수상내역                                                                                                 |
| ------ | --- |
| 2004년 | - 정보문화의 달 정보통신부 장관 표창                                                                     |
| 2005년 | - 제12회 대한민국 연예예술상 한류올스타상                                                                |
| 2006년 | - 중국 차이나 패션 어워즈(CFA) 한·일 베스트 드레서상                                                     |
| 2013년 | - Mnet 아시안 뮤직 어워드 레드카펫 특별상                                                                |
| 2015년 | - 제19회 부천국제판타스틱영화제 WTUF중국의 밤 한·중 문화교류상 - 대한민국 문화관광 산업대상 한류스타대상 |
| 2020년 | - 제5회 동아닷컴’s PICK 2020 올해의 흥행치트키                                                           |